# Giulio Natali
Giulio Natali (Pausula, 15 agosto 1875 – Roma, 20 ottobre 1965) è stato uno storico della letteratura italiano.

## Biografia
Giulio Natali nacque nel 1875 in provincia di Macerata, nel comune di Pausula, ribattezzato nel 1935 Corridonia in onore di Filippo Corridoni, sindacalista rivoluzionario morto nel 1915 all'inizio della prima guerra mondiale. Dopo aver conseguito la maturità presso il liceo classico di Macerata, Natali s'iscrisse alla facoltà di lettere dell'Università di Roma, ove si laureò nel 1897, avendo tra i suoi insegnanti anche il filosofo marxista Antonio Labriola, al quale dedicherà un suo scritto commemorativo
Si dedicò successivamente all'insegnamento, collaborando nel frattempo con riviste di cultura e nel 1900 pubblicò il suo primo lavoro di rilievo: La mente e l'anima di Giuseppe Parini. Ha inizio con questa opera quello studio del Settecento letterario italiano che rimarrà l'argomento prevalente della sua attività di studioso. Impegno coronato in una delle sue opere più importanti Il Settecento, pubblicata da Vallardi nel 1929 e nuovamente stampata fino al 1973, per la quale otterrà riconoscimenti dall'Accademia Nazionale dei Lincei e dall'Accademia d'Italia.
Dal 1912 al 1914 Natali fu provveditore agli studi di Potenza. Ottenuta la libera docenza, tenne corsi di letteratura italiana nelle Università di Genova e Roma; nel 1917 succedette a Luigi Pirandello al Magistero di Roma, ove curò l'insegnamento delle discipline letterarie per oltre un ventennio sino al 1938.
Dal 1928, su invito di Giovanni Gentile, iniziò a lavorare nella redazione dell'Enciclopedia Italiana.
Nel 1939 fu nominato ordinario di letteratura italiana nell'Università di Catania ove rimase fino al 1950 quando, a settantacinque anni, si ritirò dall'insegnamento.
Oltre ai lavori di storia letteraria, di gran lunga prevalenti, Natali pubblicò nel 1903, in collaborazione con Eugenio Vitelli, una fortunata Storia dell'arte,  ristampata sino al 1927. Nella sua produzione sono presenti anche componimenti poetici: Le Api. Cento e più epigrammi, Nuovi epigrammi, Liriche brevi e memorialistici: Ricordi e profili di maestri e amici.
Morì novantenne a Roma nel 1965.

## Opere
- Torquato Tasso filosofo del bello, dell'arte e dell'amore, Roma, Tip. dell'Unione cooperativa, 1895.
- Un poeta maceratese. Memoria su la vita e le opere di F. Ilari con appendice di lettere inedite d'illustri italiani, Macerata, presso l'Autore, 1898.
- La mente e l'anima di Giuseppe Parini, Modena, Libr. edit. G. T. Vincenzi e nipoti, 1900.
- Le Api. Cento e più epigrammi, seconda edizione, Melfi, A. Liccione, 1902.
- Storia dell'arte, con Eugenio Vitelli, Torino, Editrice nazionale, 1903.
- Liriche brevi, Roma, Officina poligrafica editrice, 1907.
- Nuovi epigrammi, Lugano, Egisto Cagnoni & c., Società editrice Avanguardia, 1907?
- Nuovi epigrammi e liriche brevi, Foligno, Stabilimento Tip. Giuseppe Campi, 1910
- Idee costumi uomini del Settecento. Studii e saggi letterarii, Torino, Società tipografico-editrice nazionale, 1916.
- La vita e le opere di Pietro Metastasio, Livorno, R. Giusti, 1923.
- Le tre muse. Antologia per lo studio delle varie forme letterarie, ad uso delle scuole medie di secondo grado, Roma, Ausonia, 1924.
- Date al fanciullo i canti. Scelta di liriche per fanciulli, Palermo, Trimarchi, 1927.
- La vita e le opere di Ugo Foscolo, Livorno, R. Giusti, 1928.
- Il Settecento, 2 voll., Milano, F. Vallardi, 1929. Ristampa della sesta edizione riveduta e aggiornata: Milano, F. Vallardi, 1973.
- Cultura e poesia in Italia nell'età napoleonica. Studii e saggi, Torino, STEN, 1930.
- La vita e l'opera di Giuseppe Parini, Firenze, F. Le Monnier, 1931.
- Bibliografia leopardiana. Parte I e II, con G. Mazzatinti e M. Menghini,  Firenze, Olschki, 1931-1933.
- I giorni e le opere di Giosuè Carducci, Roma, A. Signorelli, 1935.
- Carlo Goldoni e la Commedia in Italia. Lezioni di G. N. raccolte da Vittorio Masselli. Anno accademico 1935-1936..., Roma, Libr. Castellani, 1936.
- Dal Guinizelli al D'Annunzio. Revisioni e rivalutazioni, Roma, Tosi, 1942.
- Viaggio col Leopardi nell'Italia letteraria, Milano, Montuoro, 1943.
- Torquato Tasso, Roma, Tariffi, 1943.
- L'Arcadia, Roma, Istituto di studi romani, 1946.
- Corso e ricorso della lirica leopardiana. Guida alla lettura dei Canti del Leopardi, Roma, Angelo Signorelli, 1948.
- Vittorio Alfieri,  Roma, A. Signorelli, 1949.
- Giosuè Carducci: d'Italia grande antica l'ultimo vate viene, Bologna, Cappelli, 1950.
- Gabriele D'Annunzio e gli scrittori italiani, Catania, Biblioteca della Facoltà di lettere e filosofia, 1954.
- Fronde sparte. Saggi e discorsi (1947-1959), Padova, CEDAM, 1960.
- Ricordi e profili di maestri e amici, Roma, Edizioni di storia e letteratura, 1965. (Consultazione parziale in Google libri)
- Ludovico Ariosto, Firenze, La nuova Italia, 1966.

### Curatele, introduzioni e commenti
- Giuseppe Parini. Poesie, con introduzione e commenti di Giulio Natali, Milano, Vallardi, 1905.
- Tullo Massarani, Storia e fisiologia dell'arte del ridere, a cura di Giulio Natali, Firenze, Successori Le Monnier, 1910.
- Tullo Massarani, Studi di letteratura e d'arte, con proemio e a cura di Giulio Natali, Firenze, Successori Le Monnier, 1910.
- Giovanni Rajberti, L'arte di convitare, a cura di Giulio Natali, Genova, A. F. Formiggini, 1913.
- Giuseppe Aurelio Costanzo, Limpida vena, poesie scelte da Giulio Natali, Piacenza, Stab. tip. L'Arte Bodoniana Lorenzo Rinfreschi di A., 1914.
- Giorgio Vasari, Vita di Donato Bramante, introduzione, note e bibliografia di Giulio Natali, Firenze, R. Bemporad & F., 1914.
- Domenico Batacchi, La rete di Vulcano, a cura di Giulio Natali, Genova, A. F. Formiggini, 1915.
- Lorenzo Mascheroni, L'invito a Lesbia Cidonia e altre poesie, introduzione e commento di Giulio Natali, Città di Castello, Lapi, 1915.
- Voltaire, La pulcella d'Orleans, tradotta da Vincenzo Monti, a cura di Giulio Natali, Roma, A. F. Formiggini, 1925.
- Vincenzo Monti, Gemme liriche e la Feroniade, introduzione e note di Giulio Natali, Palermo, Casa editrice A. Trimarchi, 1928.
- Gian Vincenzo  Gravina, Della ragion poetica introduzione e bibliografia di Giulio Natali, Lanciano, R. Carabba, 1933.
- Giuseppe Spalletti, Saggio sopra la bellezza, Firenze, Leo S. Olschki, 1933.
- Pietro Metastasio, Opere scelte. Melodrammi, oratorii, cantate, canzonette, Milano, F. Vallardi, 1934.
- Ugo Foscolo, Poesie, introduzione e commento di Giulio Natali, Bologna, Cappelli, 1939.
- Francesco Milizia, Dell'arte di vedere nelle belle arti del disegno secondo i principii di Sulzer e di Mengs, Pistoia-Roma, Tariffi, 1943.
- Bartolomeo Buscema, Arte umanità e storia nell'opera di Alfredo Oriani, prefazione di Giulio Natali, Siracusa, Ed. Ciranna, 1955.